# Szymanowo (powiat mrągowski)
Szymanowo (niem. Siemanowen, 1938–1945 Altensiedel) – wieś w Polsce położona w województwie warmińsko-mazurskim, w powiecie mrągowskim, w gminie Sorkwity.
Szymanowo jest siedzibą sołectwa. Według podziału administracyjnego Polski obowiązującego do 1998 roku miejscowość należała do województwa olsztyńskiego.
Szymanowo zostało założone w 1584.